# Estadio Z'dežele
El Estadio Z'dežele (en esloveno: Stadion Z'dežele) hasta 2017 llamado Arena Petrol, es un estadio de fútbol ubicado en la ciudad de Celje, Eslovenia. Fue inaugurado en 2003 y cuenta con capacidad máxima de 13.600. El recinto es utilizado por el club NK Celje de la Primera Liga de Eslovenia, desde 2004 a 2008 albergó los partidos oficiales de la Selección de fútbol de Eslovenia.
En el momento de su apertura, el Arena Petrol era el estadio de fútbol más moderno del país. Tomó su nombre de su principal patrocinador, la petrolera eslovena Petrol. El estadio se inauguró el 9 de septiembre de 2003 con un partido entre los equipos juveniles de Eslovenia y Francia (0:0). En la esquina entre las gradas Norte y Este, hay un edificio acristalado con 8.400 metros cuadrados de oficinas, tiendas y restaurantes, el estadio cuenta con un sistema de calefacción de campo, sistema de riego, un video wall y un proyector con 1.400 lux, ofrece a los visitantes 13,600 asientos, de los cuales 135 son VIP, 7,000 asientos están cubiertos.
En 2021 fue una de las cuatro sedes de Eslovenia en la Eurocopa Sub-21 de 2021, en la que comparte la organización con Hungría.